# Liste der Baudenkmale in Lübs (Vorpommern)
In der Liste der Baudenkmale in Lübs sind alle denkmalgeschützten Bauten der vorpommerschen Gemeinde Lübs und ihrer Ortsteile aufgelistet. Grundlage ist die Veröffentlichung der Denkmalliste des Kreises Uecker-Randow mit dem Stand vom 1. Februar 1996. 

## Baudenkmale nach Ortsteilen

### Lübs
| ID | Lage                | Bezeichnung                               | Beschreibung | Bild           |
| -- | ------------------- | ----------------------------------------- | ------------ | -------------- |
|    | (Karte)             | Kirche mit Glockenstuhl                   |              | Weitere Bilder |
|    | Friedhof            | Umfassungsmauer                           |              |                |
|    | Dorfanger (Karte)   | Kriegerdenkmal                            |              |                |
|    | Schulstraße (Karte) | Allee mit Kopfsteinpflaster und Sommerweg |              |                |
|    | Nr. 3               | Wohnhaus                                  |              |                |
|    | Nr. 12              | Wohnhaus                                  |              |                |
|    | Nr. 36              | Wohnhaus                                  |              |                |
|    | Nr. 39              | Stall                                     |              |                |

## Quelle
- Bericht über die Erstellung der Denkmallisten sowie über die Verwaltungspraxis bei der Benachrichtigung der Eigentümer und Gemeinden sowie über die Handhabung von Änderungswünschen (Stand: Juni 1997)